# Enrique Garcés
Enrique Garcés (Oporto, h.1525 – Madrid, entre 1593 y 1596) fue un poeta, comerciante y arbitrista portugués, conocido principalmente por su negocio en la minería del mercurio en Perú y por ser el autor de las traducciones al castellano de Los sonetos y canciones de Petrarca, De reino y de la institución del que ha de Reynar de Francisco Patricio y Los lusiadas de Camoens. Los tres libros se publicaron en Madrid en 1591.  

## Vida y obra
Los estudiosos de la vida y obra de Enrique Garcés no se ponen de acuerdo sobre la fecha de nacimiento de este personaje. Sin embargo, todos coinciden en que este debió de ocurrir entre los años de 1522 y 1525. Nace en Oporto, Portugal, pero no se sabe cuánto tiempo permaneció allí, ya que no existe mucha información sobre sus primeros años de juventud. Entre 1545 y 1552, se traslada a Perú donde pasa gran parte de su vida. En Lima contrae matrimonio con doña Margarita de Andrade, con quien tiene tres hijos, Juan Garcés de Andrade, Diego Garcés de Andrade y Ana Garcés de Andrade. También tuvo un hijo con Doña Juana de Amaya de la Serna, a quién bautizó con el nombre de Bartolomé Garcés de la Serna. Sobre su educación, Estuardo Núñez afirma que realizó estudios humanísticos y de minería y que probablemente estuvo en el yacimiento minero de Almadén. Sin embargo, esta información ha sido desmentida por Lohmann Villena, quien asegura que los conocimientos de Garcés en materia de metalurgia eran empíricos y limitados, producto quizás de sus múltiples lecturas. No obstante, a él se le atribuye ser el descubridor del azogue en Perú y el inventor de varios sistemas para incrementar el rendimiento de los productos de la amalgama de la plata con el azogue.
A pesar de que Garcés vivió casi toda su vida en América, desde donde escribió sus famosas traducciones, en 1589 regresa a España para atender la publicación de sus obras y asegurarse una renta vitalicia de la Corona por sus aportes en la producción de azogue en el Perú virreinal. El 17 de julio de 1593, el rey Felipe II finalmente le concede a Garcés esta renta, la cual le permitiría vivir holgadamente hasta el final de su vida. Sin embargo, Garcés muere en Madrid poco tiempo después. Aunque no se conoce la fecha exacta de su muerte, se piensa que esta ocurrió entre 1593, última noticia que se tiene de él y 1596, fecha en la cual su hijo confirma su deceso.

## Literatura y traducción
Desde el punto de vista literario, Garcés es conocido por sus traducciones al castellano de Los sonetos y canciones de Petrarca, De reino y de la institución del que ha de Reynar de Francisco Patricio y Los lusiadas de Camoens. También es autor de varios poemas, algunos de los cuales aparecen insertados en las obras mencionadas. Por ejemplo, los sonetos dedicados al rey Felipe II en Los sonetos y canciones de Petrarca. Sin embargo, el mayor reconocimiento otorgado a esta figura es el de haber llevado, a través de su traducción, la obra de Petrarca, no solo a Europa sino también a África, Asia y América, o a todos aquellos lugares a donde el imperio español introdujo el castellano. Gracias a la traducción de las canciones de Petrarca, Garcés incita a los hispanohablantes a gozar de Petrarca, elevándolo hasta el estrellado cielo, como así nos lo recuerda Pedro Sarmiento de Gamboa en “Recomendación a las musas”. Los sonetos y canciones de Petrarca es un texto de mucha importancia para la literatura y para la difusión del petrarquismo en América Latina, ya que fue la primera traducción de la obra de Petrarca en el continente americano. La obra comprende 314 sonetos y 49 canciones, lo cual explica la afirmación del propio Garcés de haber pasado mucho trabajo y gastado mucho tiempo en ello. A pesar de las críticas negativas que recibió por parte tanto de José Toribio Medina como de Menéndez y Pelayo, esta traducción ha sido reconocida por la crítica más reciente por su elegancia y sonoridad. Sin embargo, dado que el portugués fue su lengua materna, se dice que su obra cumbre fue la traducción de Las lusiadas de Camoens, aunque algunos traductores contemporáneos a Garcés, como Diego Dávalos y Figueroa o Manuel de Faria y Sousa, lo acusaron de modificar ciertos pasajes del texto original y de restarle elegancia a los poemas al no traducirlos fielmente. No obstante, Núñez apunta que tales afirmaciones eran anacrónicas y retrogradas debido a que para ese entonces, la traducción literal había quedado en desuso y en su lugar se realizaban traducciones en las que se mantenía la fidelidad de la idea, pero con una mayor libertad en la forma.

## “Canto de Calíope”
La obra de Garcés no sería tan reconocida si no fuera porque Cervantes, en el “Canto de Calíope” dentro de La Galatea (1585), hizo una valoración muy positiva de la traducción de Garcés de Los sonetos y canciones de Petrarca: 

De un Enrique Garcés (69), que al piruano

reino enriquece, pues con dulce rima,
con subtil, ingeniosa y fácil mano
a la más ardua empresa en él dio cima,
pues en dulce español al gran toscano
nuevo lenguaje ha dado y nueva estima:
¿Quién será tal que la mayor le quite,

aunque el mesmo Petrarca resuscite?
Bonilla y Schevill 228

No obstante, teniendo en cuenta que Los sonetos y canciones de Petrarca no se publica hasta 1591, es posible, según declaran algunos estudiosos de Garcés como Luis Monguió y Estuardo Núñez, que Cervantes hubiera tenido acceso antes de 1583 a alguna copia manuscrita de dicha traducción o al menos a parte de ella. Según Núñez, estos pliegos o manuscritos sueltos circulaban en Lima y otras ciudades peruanas desde por lo menos dos décadas antes de la publicación de La Galatea. Por su parte, Monguió apunta que es probable que fuera Juan Dávalos de Ribera, a quien Cervantes también elogia en el “Canto de Calíope”, quien le proporcionara estos informes.
Lo cierto es, que tanto Cervantes, como la mayoría de los poetas españoles contemporáneos imitan el estilo petrarquista en sus poemas. Por lo tanto, la traducción de los versos de Petrarca adquiere en este sentido gran relevancia para los miembros del círculo intelectual, quienes ansiosos por contar con esta traducción alaban a Garcés por emprender semejante labor.

## Obras
- Los sonetos y canciones de Petrarca (Madrid, 1591)
- De reino y de la institución del que ha de Reynar de Francisco Patricio (Madrid, 1591) 
- Los lusiadas de Camoens (Madrid, 1591). Copia digitalizada de la Biblioteca Nacional de Portugal.  